# Medicare

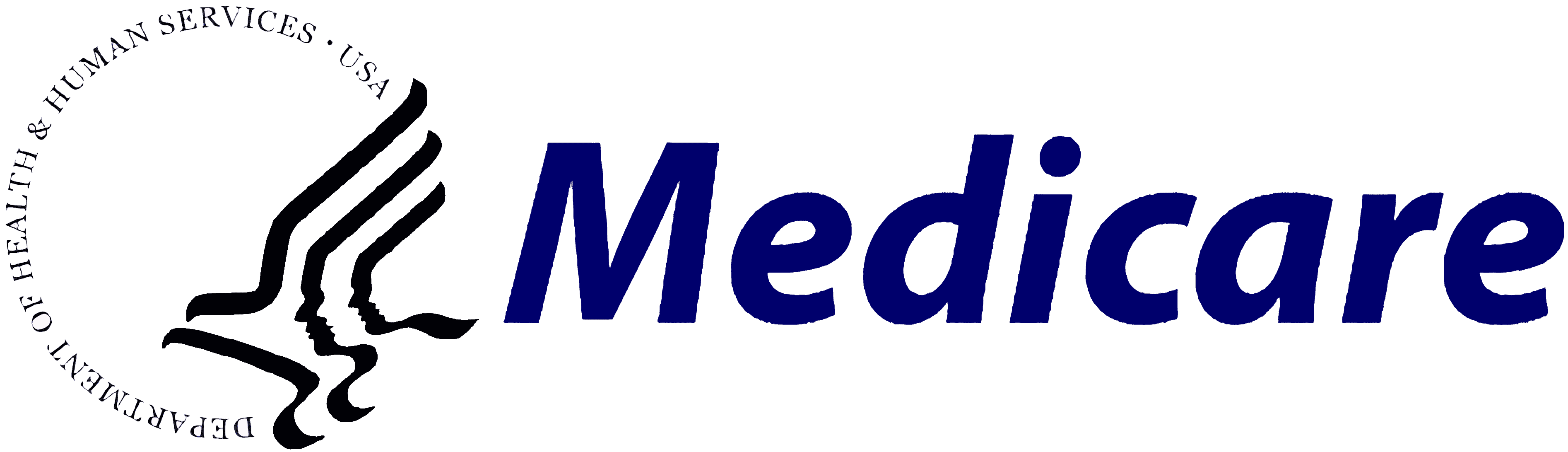
Logo de medicare

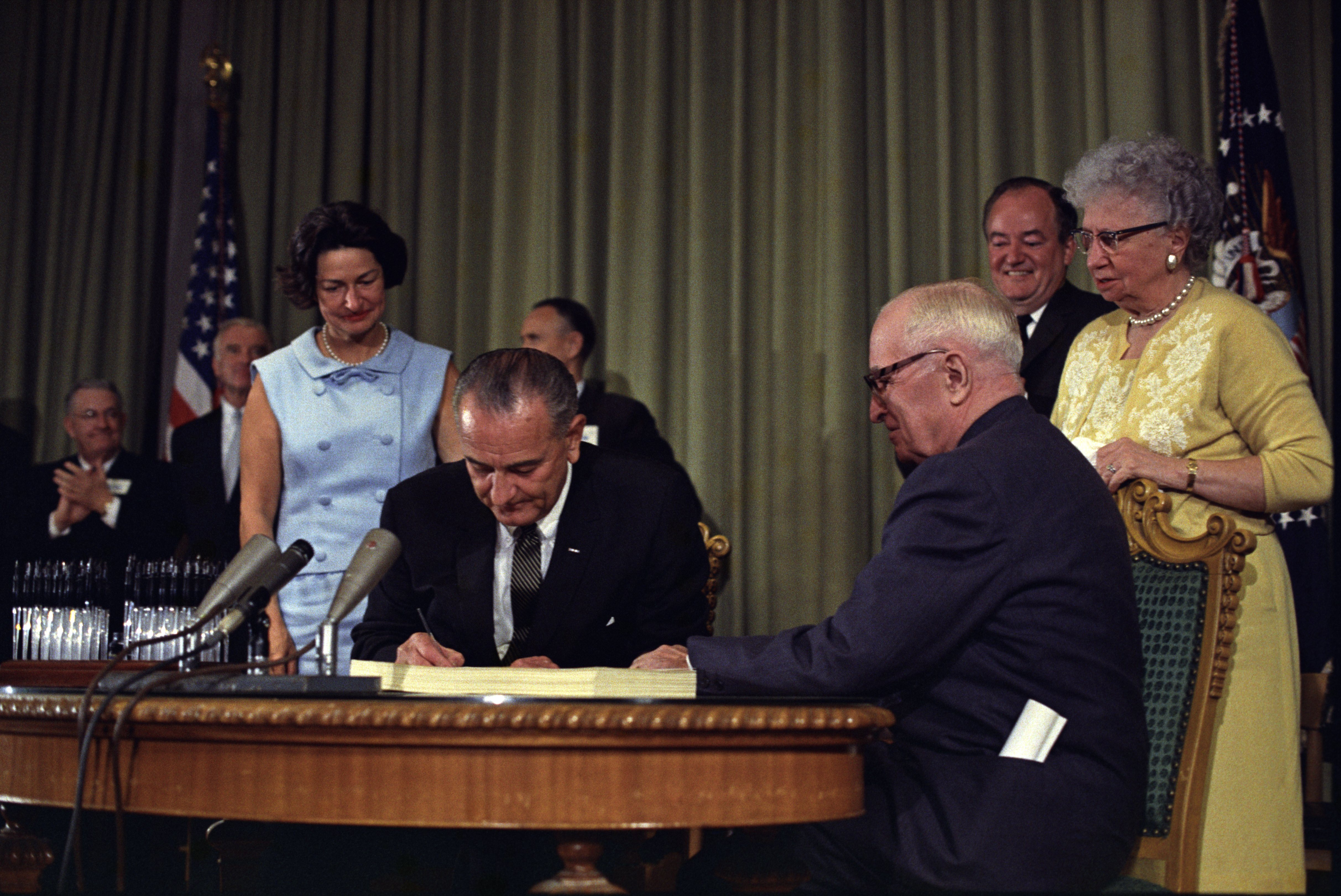
El Presidente de los Estados Unidos Lyndon Johnson firmando la creación de Medicare. El expresidente Harry S. Truman y su esposa, Bess, aparecen en el extremo derecho.

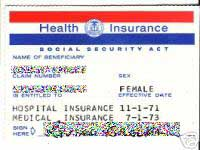
Una tarjeta de Medicare, con varias áreas de ella oscurecidas para mantener la privacidad.
Existen líneas separadas para las Partes A y B, cada una con su propia fecha.
No hay líneas para las Partes C o D, ya que la compañía de seguros privados emite una tarjeta aparte para dichos beneficios.

Medicare es un programa de cobertura de seguridad social administrado por el gobierno de Estados Unidos, el cual provee atención médica a todas las personas mayores de 65 años o más jóvenes consideradas discapacitadas debido a graves problemas de salud, como cáncer, insuficiencia renal con necesidad de diálisis, etc. El programa también financia los programas de formación de médicos residentes en Estados Unidos. Medicare opera como un seguro de personas.
La Ley de Seguridad Social de 1965 fue aprobada por el Congreso a fines de la primavera de 1965 y aprobada como ley el 30 de julio de 1965 por el presidente Lyndon B. Johnson, como enmienda para crear una nueva legislación de seguridad social. En la ceremonia de firma del acuerdo el presidente Johnson inscribió al expresidente Harry Truman como el primer beneficiario de Medicare y le entregó a él la primera tarjeta de Medicare, y a su esposa Bess la segunda tarjeta.

## Administración
Los Centros de Servicios de Medicare y Medicaid (Centers for Medicare and Medicaid Services o CMS), forman parte del Departamento de Salud y Servicios Sociales de los Estados Unidos, administra los sistemas Medicare, Medicaid, el Programa de Seguro Médico Infantil (CHIP), y los Mandatos para el Mejoramiento de Laboratorios Clínicos. Junto con los Departamentos de Trabajo y Hacienda, el CMS también aplica las disposiciones de la reforma del seguro de acuerdo a la Ley de Portabilidad y Responsabilidad del Seguro de Salud de 1996. La Administración del Seguro Social es responsable de determinar la elegibilidad de Medicare y el procesamiento de pagos de primas para el programa Medicare.
El Actuario Jefe de la CMS es responsable de proporcionar la información contable de las proyecciones económicas a la Junta de Síndicos de Medicare a fin de ayudarles a evaluar la salud financiera del programa. La Junta está obligada por ley a publicar informes anuales sobre la situación financiera de los fondos fiduciarios de Medicare, y los informes deben contener una declaración opinión actuarial por el Actuario Jefe.
Desde el inicio del programa Medicare, la CMS ha contratado a empresas privadas para que actúen como intermediarios entre el gobierno y los proveedores médicos. Estos contratistas comúnmente ya tienen experiencia en el área del seguro de salud. Los procesos contratados incluyen reclamaciones y procesamiento de pagos, servicios de call center, matrículas de médicos e investigación de fraudes.

## Impuestos establecidos para financiar Medicare
Medicare es financiado en parte por impuestos sobre la nómina establecidos por la Ley Federal de Contribuciones de Seguros y Ley de Contribuciones de Empleo por Cuenta Propia de 1954. En el caso de los empleados, el impuesto es igual al 2,9% (1,45% aplicado al trabajador y el otro 1,45% a cargo del empleador) de los salarios, sueldos y otras compensaciones. Hasta el 31 de diciembre de 1993, la ley preveía un importe máximo de los salarios, en la que el impuesto de Medicare podía imponerse cada año. A partir del 1 de enero de 1994, el límite de indemnización fue eliminado. Un trabajador independiente debe pagar la totalidad del impuesto del 2,9% sobre las ganancias netas, pero puede deducir la mitad del impuesto de la renta en el cálculo del impuesto sobre la renta.

## Elegibilidad
En general, todas las personas de 65 años o más que han sido residentes legales de los Estados Unidos por lo menos durante 5 años son elegibles para pertenecer a Medicare. Sin embargo, si ni ellos ni su cónyuge han pagado impuestos de Medicare por un mínimo de 10 años (40 trimestres), entonces debe pagar una prima mensual para estar inscrito en Medicare.
Las primas de la parte A de Medicare se aplicarán si se aplican las siguientes circunstancias:
- Tienen 65 años o más y son ciudadanos de Estados Unidos o habían sido residentes permanentes de manera legal durante 5 años continuos, y ellos o sus cónyuges han pagado impuestos de Medicare por lo menos 10 años.

- Son menores de 65 años, discapacitados, y han estado recibiendo beneficios del Seguro Social o prestaciones de invalidez por la Junta de Retiro de Ferrocarriles por al menos 24 meses desde la fecha de dictación del derecho (primer pago por discapacidad).

- Reciben diálisis continua por enfermedad renal terminal o necesitan un trasplante de riñón.

- Son elegibles para el Seguro Social por Incapacidad y padecen esclerosis lateral amiotrófica (conocida como ELA o enfermedad de Lou Gehrig).

La exclusión de 24 meses significa que las personas que adquieran una discapacidad tienen que esperar 2 años antes de recibir un seguro médico del gobierno, a menos que tengan alguna de las enfermedades enumeradas o son eligibles para Medicaid.
Muchos de los beneficiarios son eligibles tanto para Medicare como para Medicaid. En algunos estados, a aquellas personas que se encuentran bajo un cierto nivel de ingresos, Medicaid le pagará la prima Parte B de los beneficiarios a ellos (la mayoría de los beneficiarios ha trabajado lo suficiente y no tienen la prima de Parte A), y también pagan por los medicamentos que no están cubiertos por la Parte D.
En 2008, Medicare proporcionaba cobertura de salud a 45 millones de estadounidenses, haciendo de éste el mayor sistema de salud con pagador único en el país. Las inscripciones se espera que lleguen a 78 millones en 2030, cuando la generación del baby boom esté en condiciones de jubilarse.

### Opciones alternativas
Si un individuo todavía no ha cumplido los requisitos de elegibilidad de Medicare pueden inscribirse en los programas alternativos, como un Seguro de Salud temporal, un Plan Puente de Medicare, o una póliza de seguro de viaje si se mudaron recientemente a los Estados Unidos.

## Beneficios
Medicare tiene cuatro partes: la Parte A es el Seguro Hospitalario, la Parte B es el Seguro Médico y la Parte D cubre los medicamentos recetados, mientras que la parte C, o planes Medicare, son otra manera de que los beneficiarios reciban los beneficios de las Partes A, B y D. Todos los beneficios de Medicare están sujetos a la necesidad médica.
El programa original contemplaba solo las partes A y B. La Parte D fue agregada en enero de 2006; antes de eso, las partes A y B cubrían los medicamentos recetados solo en unos pocos casos especiales.

### Parte A: Seguro Hospitalario
La Parte A cubre las estadías de los pacientes en los hospitales (por lo menos durante la noche), incluyendo habitación semiprivada, comida, pruebas y honorarios médicos.
La Parte A cubre estancias breves por convalecencia en una institución de enfermería especializada si se cumplen ciertos criterios:
1. Una estancia anterior en el hospital debe ser de al menos tres días, tres medianoches, sin contar la fecha en que es dado de alta.
2. La estancia clínica debe ser por algo que haya sido diagnosticado durante la estadía hospitalaria o por la causa principal de la estancia en el hospital.
3. Si el paciente no está recibiendo rehabilitación pero tiene alguna enfermedad que requiera la supervisión de enfermería especializada, entonces es cubierto el gasto de la estadía en un hogar de ancianos.
4. La atención que presta el asilo de ancianos debe ser calificada. La parte A de Medicare no paga por las actividades de custodia, atención no calificada, o actividades a largo plazo, incluyendo actividades de la vida diaria, tales como higiene personal, cocinar, limpiar, etc.

La duración máxima de la estancia que la Parte A de Medicare cubrirá en un centro de enfermería especializada por dolencias es de 100 días. Los primeros 20 días serán pagados en su totalidad por Medicare y los 80 días restantes requieren un copago (a partir de 2009, 133,50 dólares por día). Muchas compañías de seguros cuentan con una provisión para el cuidado de enfermería especializada en las pólizas que ellos venden.
Si el beneficiario utiliza una porción de su beneficio de la Parte A y luego se va al menos 60 días sin recibir servicios especializados, el reloj de 100 días se restablece y la persona califica para un nuevo período de beneficios de 100 días.

### Parte B: Seguro Médico
El seguro médico de la parte B ayuda a pagar por algunos servicios y productos no cubiertos por la parte A, por lo general en forma ambulatoria. La parte B es opcional y puede ser aplazada si el beneficiario o su cónyuge todavía está trabajando activamente. Hay una penalización de por vida (10% por año) impuesta por no inscribirse en la parte B a menos que esté trabajando activamente.
La cobertura de la parte B incluye servicios médicos y de enfermería, rayos X, laboratorio y pruebas de diagnóstico, vacunas de influenza y neumonía, transfusiones de sangre, diálisis renal, procedimientos de consulta externa del hospital, transporte limitado en ambulancia, medicamentos inmunosupresores para los receptores de trasplante de órganos, quimioterapia, tratamientos hormonales, tales como Lupron, y otros tratamientos médicos ambulatorios administrados en un consultorio médico. La administración de medicamentos está cubierta por la parte B solo si es administrada por el médico durante una consulta.
La parte B también ayuda con equipos médicos durables, incluyendo bastones, andadores, sillas de ruedas, y scooters para personas con dificultades de movilidad. Los dispositivos protésicos, como extremidades artificiales y prótesis de seno después de una mastectomía, así como un par de anteojos después de la cirugía de cataratas, y el oxígeno para uso casero también están cubiertos.
Las normas complejas se utilizan para gestionar el beneficio, y se publican periódicamente avisos que describen los criterios de cobertura. A nivel nacional, estos avisos se emiten por la CMS, y se conocen como las determinaciones Cobertura Nacional (NCD). Las Determinaciones de Cobertura Local (DCL) solo se aplican dentro de la zona multi-estatal dirigida por un contratista regional específico de la parte B de Medicare Parte B, y las Políticas Locales Revisión Médica (PLRM) fueron reemplazados por los DCL en 2003. La cobertura de la información también se encuentra en los Manuales de CMS solo por Internet, el Código de Regulaciones Federales (CRF), la Ley de Seguridad Social y el Registro Federal.

### Parte C: los planes Medicare Advantage
Con la aprobación de la Ley de Presupuesto Equilibrado de 1997, a los beneficiarios de Medicare se les dio la opción de recibir sus beneficios de Medicare a través de planes privados de seguro de salud, en lugar de a través del plan original de Medicare (Partes A y B). Estos programas eran conocidos como "Medicare+Choice" o "Planes de parte C". En conformidad con la Ley de Mejoramiento y Modernización de las recetas médicas de Medicare, firmada en 2003, los planes "Medicare+Choice" eran más atractivos para los beneficiarios de Medicare mediante la adición de la cobertura de medicamentos recetados y se hicieron conocidos como planes "Medicare Advantage" (MA).
Los planes tradicionales o de "tarifa por servicio" de Medicare tienen un paquete de beneficios estándar que cubre la atención médica necesaria que los miembros pueden recibir en casi cualquier hospital o médico en el país. Para las personas que opten por inscribirse en un plan de salud Medicare Advantage, Medicare paga al plan médico privado una tasa de capitación, o una cantidad fija, cada mes por cada miembro. Los miembros también suelen pagar una prima mensual además de la prima de la parte B de Medicare para cubrir artículos no cubiertos por el Medicare tradicional (Partes A y B), como recetas médicas, cuidado dental, cuidado de la visión y gimnasio o membresías de clubes de salud. A cambio de estos beneficios adicionales, los afiliados pueden estar limitados en cuanto a los proveedores que puedan recibir los servicios sin pagar cargos adicionales. Por lo general, los planes tienen una "red" de proveedores que los pacientes pueden utilizar. Salirse de esa red podría requerir autorización para cobrar cargos adicionales.
Los planes Medicare Advantage están obligados a ofrecer una cobertura que alcance o exceda los estándares establecidos por el programa original de Medicare, pero no tienen que cubrir todos los beneficios de la misma manera. Si un plan elige pagar menos que Medicare por algunos beneficios, como la atención en un centro de enfermería, los ahorros pueden ser trasladados a los consumidores que ofrecen menores copagos por visitas al médico. Los planes Medicare Advantage utilizan una parte de los pagos que reciben del gobierno por cada persona inscrita para ofrecer beneficios adicionales. Algunos planes limitan el gasto extra anual de sus miembros en atención médica, que provee un seguro contra los costos catastróficos de más de US$ 5.000, por ejemplo. Muchos planes ofrecen cobertura dental, cobertura de la visión y otros servicios no cubiertos por las partes A y B de Medicare, lo que los hace un buen valor para el dólar de atención de la salud, si desea utilizar el proveedor incluido en la red del plan o un "panel" de proveedores.
Debido a que en 2003 las fórmulas de pago sobrepagaron los planes en un 12 por ciento o más en comparación con el Medicare tradicional, en 2006 los inscritos en los planes privados de Medicare Advantage se les ofreció un valor neto de beneficio adicional (el valor de los beneficios adicionales menos cualquier prima adicional) de 55,92 dólares al mes más que el paquete de beneficios del Medicare tradicional; los inscritos en otros planes de Medicare Advantage se les ofreció un valor neto de beneficio extra de US$ 71,22 al mes. Sin embargo, los miembros de Medicare Advantage reciben cobertura adicional y las prestaciones médicas de las que no gozan los miembros del Medicare tradicional, y el ahorro generado por los planes de Medicare Advantage pueden ser transmitidos a los beneficiarios para reducir sus costes globales de salud. Otras distinciones importantes entre Medicare Advantage y Medicare tradicional son que los planes de salud de Medicare Advantage alientan la atención preventiva y de bienestar y coordinan de cerca los cuidados al paciente.
Los planes Medicare Advantage que incluyen también la Parte D de beneficios de medicamentos recetados son conocidos como un plan Medicare Advantage de Prescripción de Medicamentos o MA-PM.
La inscripción en los planes Medicare Advantage creció de 5,4 millones en 2005 a 8,2 millones en 2007. La inscripción creció en 800.000 adicionales durante los primeros cuatro meses de 2008. Esto representa el 19% de los beneficiarios de Medicare. Una tercera parte de los beneficiarios con cobertura de la Parte D están inscritos en un plan Medicare Advantage. Los beneficiarios de Medicare Advantage principalmente se encuentran en las zonas urbanas; la tasa de matriculación en los condados urbanos es el doble que en los municipios rurales (22% vs 10%). Casi todos los beneficiarios de Medicare tienen acceso a por lo menos dos planes de Medicare Advantage; la mayoría tiene acceso a tres o más. Debido a los sobrepagos por ley de 2003, el número de organizaciones que ofrecen planes de pago por servicio se ha incrementado dramáticamente, de 11 en 2006 a casi 50 en 2008. Ocho de cada diez beneficiarios (82%) ahora tienen acceso a seis o más planes privados de pago por servicio.
Cada año muchas personas se desafilian de los planes Medicare Advantage. Un estudio reciente señaló que alrededor del 20 por ciento de los inscritos señala que "la razón más importante para salir se debió a problemas para obtener atención." Hay evidencia de que los beneficiarios con discapacidad "tienen más probabilidad de sufrir múltiples problemas en la atención médica administrada". Algunos estudios han informado de que a mayor edad, más pobres y más enfermos han estado menos satisfechos con la atención que han recibido en los planes de Medicare Advantage. Por otra parte, un análisis de datos de la Agencia para la Investigación y Calidad de la Salud publicado por America's Health Insurance Plans descubrió que las personas inscritas en Medicare Advantage pasaban menos días en el hospital que los afiliados al sistema de "tarifa por servicio", y eran propensos a ser pacientes "potencialmente evitables" de admisión, y tuvieron menos reingresos. Estas comparaciones ajustadas por edad, sexo y estado de salud usaron la calificación de riesgo utilizada en el mecanismo de ajuste de riesgo de Medicare Advantage.
En diciembre de 2009 la Fundación Kaiser para la Familia publicó un informe que ubicaba a las organizaciones de Medicare Advantage en una escala de cinco estrellas. Las calificaciones se basaron en datos de la CMS, las Evaluaciones del Consumidor de Proveedores y Sistemas de Salud, el Conjunto de Datos e Información de Efectividad en Salud, y el Estudio de Resultados en Salud. Los nuevos planes no ha recibido valoraciones, porque los datos no estaban disponibles. Casi seis de cada diez (59%) de los planes de Medicare Advantage ha recibido valoraciones, y estos planes representaron el 85% de la matrícula para el año 2009. La puntuación media fue de 3,29 estrellas. El veintitrés por ciento de los afiliados estaban en un plan con cuatro o más estrellas, y el 20% estaba en un plan con menos de tres estrellas.
El 20 por ciento de los afroamericanos y el 32 por ciento de los hispanos beneficiarios de Medicare se inscribieron en los planes Medicare Advantage en 2006. Casi la mitad (48%) de las personas inscritas en Medicare Advantage tenían ingresos por debajo de 20.000 dólares, incluyendo el 71% de los afiliados pertenecientes a las minorías. Otros han informado de que la inscripción de minorías no es particularmente superior a la media. Otro estudio ha suscitado dudas sobre la calidad de la atención recibida por las minorías en los planes Medicare Advantage.
La Oficina de Contabilidad Gubernamental informó que en 2006, los planes obtuvieron beneficios de 6,6 por ciento, había ingresos generales (ventas, etc) de 10,1 por ciento y el 83,3 por ciento restante provenía de ingresos en las prestaciones médicas. Estos gastos administrativos son mucho mayores que los pagos por servicios tradicionales de Medicare.

### Parte D: planes de medicamentos recetados
La parte D de Medicare entró en vigencia el 1 de enero de 2006. Cualquier persona con la parte A o B es elegible para la Parte D y fue posible gracias a la aprobación de la Ley de Recetas Médicas, Mejora y Modernización de Medicare. Para recibir este beneficio, una persona con Medicare debe inscribirse en un Plan de Medicamentos Recetados o un plan de Medicare Advantage con cobertura de recetas médicas.
Estos planes están aprobados y reglamentados por el programa Medicare, pero en realidad son diseñados y administrados por compañías privadas de seguro médico. A diferencia del Medicare Original (Partes A y B), la cobertura de la parte D no está estandarizada. Los planes eligen cuáles fármacos (o incluso clases de medicamentos) desean cubrir, hasta qué nivel desean cubrirlo, y son libres de optar por no cubrir algunas drogas. La excepción a esto son las drogas que Medicare excluye específicamente de la cobertura, incluyendo pero no limitada a las benzodiazepinas, supresores de la tos, y los barbitúricos. A los planes que cubren las drogas excluidas no se les permite traspasar esos costos a Medicare, y los planes están obligados a pagarle a las CMS, si se descubre que facturaron a Medicare en estos casos.
Cabe señalar de nuevo que para los beneficiarios que son elegibles tanto para Medicare y Medicaid, Medicaid puede pagar por los medicamentos no cubiertos por la parte D de Medicare, como las benzodiazepinas, y otras sustancias con restricción controlada.

## Costos personales
Ni la parte A ni la parte B pagan todos los gastos médicos de una persona cubierta. El programa contiene las primas, deducibles y coseguros, que el individuo cubierto debe pagar de su propio bolsillo. Algunas personas pueden calificar para que otros programas gubernamentales (tales como Medicaid) pague las primas y algunos o todos los costos relacionados con Medicare.

### Primas
La mayoría de los beneficiarios de Medicare no paga una prima mensual de la parte A, porque ellos (o su cónyuge) han tenido 40 o más trimestres en el que han pagado los impuestos de la Ley de Contribución al Seguro Federal. Las personas elegibles para Medicare que no tienen 40 o más trimestres de empleo cubierto por Medicare pueden comprar la Parte A para obtener una prima mensual de:
- US$ 254,00 por mes (2010) para los que tienen 30-39 trimestres de empleo cubierto por Medicare, o
- US$ 461,00 por mes (en 2010) para los que tienen menos de 30 trimestres de empleo cubierto por Medicare y que no son elegibles para la Parte A sin prima de cobertura.[19]

Todos los afiliados a la parte B de Medicare pagan una prima de seguro para esta cobertura; la prima estándar premium para la parte B en 2009 era de US$ 96,40 por mes. Un nuevo esquema de primas basadas en los ingresos ha estado en vigor desde 2007, en donde las primas de la Parte B son mayores para los beneficiarios con ingresos superiores a 85.000 dólares por individuo o US$ 170.000 para las parejas casadas. Dependiendo del grado en que los ingresos del beneficiario excedan el ingreso base, estas primas mayores de la parte B son de US$ 134,90, US$ 192,70, US$ 250,50 o US$ 308,30 para el año 2009, con la prima más alta pagada por los individuos que ganan más de US$ 213.000, o parejas casadas que ganan más de US$ 426.000. En septiembre de 2008, la CMS anunció que las primas de la Parte B serían las mismas (US$ 96,40 al mes) en 2009 para el 95 por ciento de los beneficiarios de Medicare. Este sería el sexto año sin un aumento de las primas desde que Medicare fue establecido en 1965.
Las primas de la parte B de Medicare Parte B se suelen deducir automáticamente de los cheques mensuales de los beneficiarios del Seguro Social.
Los planes de partes C y D pueden o no cobrar las primas, a discreción de los programas. Los planes de la parte C también pueden optar por un reembolso de parte de la prima de la Parte B del miembro.

### Deducible y coseguro
Parte A - Por cada período de beneficios, el beneficiario pagará:
- Un deducible de parte A de US$ 1.068 (en 2009) para una estadía en el hospital de 1-60 días.
- Un copago de US$ 267 por día (en 2009) para los días 61-90 de una estadía en el hospital.
- Un copago de US$ 534 por cada día (en 2009) para los días 91-150 de una estancia en el hospital, como parte de sus Días de Reserva Vitalicia limitados.
- Todos los costos para cada día más allá de 150 días.[22]

- El coseguro para un Mecanismo de Enfermería Especializada es de US$ 133,50 por día (en 2009) para los días 21 a 100 por cada período de beneficios.

- Un deducible de sangre de las primeras 3 pintas de sangre necesarias en un año calendario, a menos que sea reemplazado. Hay un deducible de 3 pintas de sangre para la Parte A y Parte B, y estos deducibles por separado no se superponen.

Parte B - Después de que un beneficiario cumple con el deducible anual de US$ 155,00 (en 2010), tendrá que pagar un coseguro del 20% de la cantidad aprobada por Medicare para todos los servicios cubiertos por la Parte B, con la excepción de la mayoría de los servicios de laboratorio que están cubiertos al 100%. También tienen la obligación de pagar un cargo superior al 15% por servicios prestados por proveedores no participantes de Medicare.
Los deducibles y los gastos de coseguro para los planes de partes C y D varían entre cada plan.

### Pólizas suplementarias de Medicare (Medigap)
Algunas personas deciden comprar un tipo de cobertura suplementaria, llamado un plan Medigap, para ayudar a rellenar los huecos en el Plan Original de Medicare (Partes A y B). Estas pólizas de seguro de Medigap están normalizadas por la CMS, pero son vendidas y administradas por empresas privadas. Algunas pólizas Medigap antes de 2006 podían incluir cobertura de medicamentos con receta. Las pólizas Medigap vendidas después de la introducción de la Parte D de Medicare, el 1 de enero de 2006, tienen prohibida la cobertura de drogas prescritas. Las regulaciones de Medicare prohíben a un beneficiario de Medicare tener un plan de Medicare Advantage y una póliza Medigap. Las pólizas Medigap solo pueden ser adquiridas por los beneficiarios que están recibiendo los beneficios del Medicare Original (Parte A y Parte B).
Algunos han sugerido que, al reducir los requisitos de participación en los gastos en el programa de Medicare, las pólizas de Medigap aumentan el uso de la asistencia sanitaria por parte de los beneficiarios de Medicare y por lo tanto aumentan el gasto de Medicare. Un estudio reciente sugiere que esta preocupación puede haber sido exagerada debido a problemas metodológicos en la investigación previa.

## Pagos por servicios
Medicare contrata a compañías regionales de seguros que procesan más de mil millones de reclamaciones de pago por servicio por año. En 2008, Medicare representaba el 13% (386 mil millones de dólares) del presupuesto federal. En 2010 se prevé que represente el 12,5% (452 mil millones de dólares) de los gastos totales. Para la década 2010-2019 se proyecta que Medicare costará 6,4 billones de dólares o el 14,8% del presupuesto federal para el período.

### Reembolso de servicios de la Parte A
Para la atención en instituciones tales como hospitales y residencias de ancianos, Medicare usa sistemas de pago anticipado. Un sistema de pago anticipado es uno en el que la institución de salud recibe una cantidad fija de dinero por cada episodio de atención prestada a un paciente, independientemente de la cantidad real de la atención utilizada. La adjudicación efectiva de los fondos se basa en una lista de grupos relacionados con el diagnóstico (GRD). La cantidad real depende del diagnóstico principal que se hace en el hospital. Hay algunas cuestiones que rodean el uso de GRDs en Medicare, porque si el paciente se realiza menos atenciones, el hospital se queda con el resto. Esto, en teoría, debería equilibrar los costos para el hospital. Sin embargo, si el paciente se realiza más atenciones, el hospital tiene que cubrir sus propias pérdidas. Esto da lugar al asunto denominado "upcoding", cuando un médico hace un diagnóstico más grave para protegerse contra los costos accidentales.

### Reembolso de servicios de la Parte B
El pago por los servicios médicos de Medicare ha evolucionado desde que el programa fue creado en 1965. Inicialmente, Medicare compensaba a los médicos sobre la base de los cargos del médico, y permitió a los médicos facturar a los beneficiarios de Medicare la cantidad en exceso de los reembolsos de Medicare. En 1975, los incrementos anuales en las tasas médicas fueron limitados por el Índice Económico de Medicare (IEM). El IEM fue diseñado para medir los cambios en los costos de tiempo del médico y gastos operativos, ajustado por los cambios en la productividad del médico. Desde 1984 hasta 1991, el cambio anual de las tasas se determinó por la legislación. Esto se hizo porque los honorarios de los médicos estaban aumentando más rápidamente de lo previsto.
Una Ley de Presupuestos de 1989 hizo varios cambios a los pagos a los médicos de Medicare. En primer lugar, introdujo la Tabla de Tarifas de Medicare, que entró en vigor en 1992. En segundo lugar, limita la cantidad que los no-proveedores de Medicare podían facturarle a los beneficiarios de Medicare. En tercer lugar, introdujo las Normas de Desempeño de Medicare (NDM) como una manera de controlar los costos.
El 1 de enero de 1992, Medicare introdujo la Tabla de Tarifas de Medicare(TTM). La TTM asignaba Unidades de Valor Relativo (UVR) para cada procedimiento a partir de la Escala de Valor Relativo Basada en los Recursos (EVRBR). El reembolso de Medicare para un médico fue el producto de la URV para el procedimiento, un Factor de Ajuste Geográfico (FAG) para las variaciones geográficas en los pagos, y un Factor de Conversión global (FC), que convierte las unidades EVRBR en dólares.
Entre 1992 y 1997, los ajustes a los pagos médicos se ajustaron usando el IEM y las NDM, las cuales esencialmente trataron de compensar el creciente volumen de servicios prestados por los médicos al reducir su reembolso por servicio.
En 1998, el Congreso sustituyó las NDM por la Tasa de Crecimiento Sostenible (TCS). Esto se hizo debido a las altamente variables tasas de pago en las NDMs. La TCS intenta controlar el gasto mediante el establecimiento de objetivos de gasto anual y acumulativo. Si el gasto real para un año determinado excede el objetivo de gasto para ese año, las tasas de reembolso se ajustan a la baja al disminuir el factor de conversión (FC) para las UVR de la EVRBR.
Desde 2002, los gastos reales de la Parte B de Medicare han excedido las proyecciones.
En 2002, las tasas de pago se redujeron en un 4,8%. En 2003, las tasas de pago estaba previsto se redujeran en un 4,4%. Sin embargo, el Congreso aumentó el TCS objetivo acumulado en la Resolución de Apropiación Consolidada de 2003 (PL 108-7), permitiendo que los pagos por los servicios médicos subieran a un 1,6%. En 2004 y 2005, las tasas de pago fueron programadas de nuevo para ser reducidas. La Ley de Modernización de Medicare (PL 108-173) incrementó los pagos en un 1,5% para aquellos dos años.
En 2006, el mecanismo de la TCS estaba programada para disminuir los pagos médicos en un 4,4%. (Esto da como resultado una disminución del 7% en los pagos médicos debido al aumento del ajuste por inflación de 2,8%.) El Congreso hizo caso omiso de esta disminución en la Ley de Reducción del Déficit (PL 109-362), y retuvo los pagos médicos de 2006 en sus niveles de 2005. Del mismo modo, otra ley del Congreso mantuvo los pagos de 2007 a sus niveles del 2006 y la HR 6331 mantuvo los pagos médicos a sus niveles de 2007, y prevé un aumento del 1,1% en el pago de médicos en 2009. Sin más intervenciones del Congreso, se espera que la TCS disminuya los pagos médicos del 25% al 35% durante los próximos años.

#### Reembolso de medicamentos
La quimioterapia y otros medicamentos dispensados en el consultorio del médico se reembolsan de acuerdo con los Precios Medios de Venta (PMV), un número calculado mediante las ventas totales en dólares de un medicamento como el numerador y el número de unidades vendidas a nivel nacional como denominador. La actual fórmula de reembolso es conocida como "PMV+6", ya que reembolsa a los médicos en un 106% del PMV de las drogas. Los descuentos y rebajas de la compañía farmacéutica se incluyen en el cálculo del PMV, y tienden a reducirla. Además, Medicare solo paga el 80% del PMV+6 que es el equivalente al 84,8% del coste real promedio de la droga.
Algunos pacientes tienen un seguro suplementario o pueden pagar el co-pago. Un gran número no lo hace. Esto deja el pago a los médicos para la mayoría de las drogas en un estado "submarino". El PMV+6 sustituyó al Precio Promedio al Por Mayor en 2005, luego de que en 2003 un artículo de primera plana del New York Times llamó la atención sobre las inexactitudes de los cálculos de precios promedios al por mayor.